# Synagoga Hubergasse w Wiedniu
Synagoga Hubergasse w Wiedniu (niem. Synagoge Hubergasse in Wien) – nieistniejąca synagoga, która znajdowała się w Wiedniu, stolicy Austrii, przy Hubergasse 8.
Synagoga została zbudowana w latach 1885–1886, według projektu architekta Ludwiga Tischlera. Służyła żydowskiej społeczności zamieszkującej dzielnicę Ottakring. Podczas nocy kryształowej z 9 na 10 listopada 1938 roku, bojówki hitlerowskie spaliły synagogę. Obecnie na jej miejscu znajduje się nowy budynek.